# Cristián Castro Toovey
Cristián Castro Toovey  (Santiago de Chile, 25 de noviembre de 1969) es sacerdote de la Iglesia Católica, actual obispo de la diócesis de Santa María de los Ángeles, desde el 23 de marzo de 2024, siendo su octavo obispo. Anteriomente fue obispo auxiliar de la Arquidiócesis de Santiago de Chile.

## Biografía
Monseñor Castro, nació el 25 de noviembre de 1969, en la ciudad de Santiago de Chile. Es el menor de siete hijos del matrimonio de Fernando y Rosemary. Su formación escolar la desarrolló en el Colegio San Gaspar, de los Padres Misioneros de la Preciosa Sangre. Ingresó en el Seminario Pontificio Mayor de Santiago en 1989. Fue ordenado diácono el 14 de agosto de 1996 y ordenado sacerdote el 24 de mayo de 1997 de manos del cardenal Carlos Oviedo Cavada, Arzobispo de Santiago.

## Ministerio
Ordenado sacerdote el 24 de mayo de 1997 de manos del cardenal Carlos Oviedo Cavada, Arzobispo de Santiago.
Sus primeros años de ministerio sacerdotal los desarrolló en la parroquia Santo Tomás Moro, siendo diácono, vicario parroquial, administrador parroquial y párroco en esa misma comunidad. Fue también decano en la Zona Oriente de la Arquidiócesis.  Entre los años 2004 y 2013 fue párroco de la parroquia San Alberto de Sicilia, en la Zona Norte de la Arquidiócesis. Además, fue decano en la misma Zona Norte. Delegado diocesano de la Oficina Pastoral de Denuncias del Arzobispado. Los años 2013-2014 fue párroco de la parroquia Santa Inés de Huechuraba y capellán general de Duoc UC.
El año 2014, fue nombrado Rector del Seminario Pontificio Mayor de Santiago, cargo que desempeñó hasta fines del año 2021. Ha sido también, Vicario Episcopal para el Clero de la misma Arquidiócesis.
El 22 de junio de 2021 el papa Francisco le nombró obispo de la sede titular de Tigava y Auxiliar de la Arquidiócesis de Santiago, siendo consagrado obispo el 13 de agosto de 2021, su lema episcopal es "consolad, consolad a mi pueblo", tomado del texto de (Isaias 40,1). Entre los años 2022 y 2023 ejerce como Vicario Episcopal para la Zona Oriente de dicha Arquidiócesis.
Al momento de recibir el nombramiento como Obispo de la diócesis de Santa María de los Ángeles, el 23 de marzo de 2024, se desempeñaba como Vicario Episcopal en la Zona Norte y párroco en la parroquia de la Estampa de Nuestra Señora del Carmen, en la misma Zona de la Arquidiócesis de Santiago. Monseñor Castro tomó posesión canónica de su diócesis el 25 de mayo de 2024.

## Escudo episcopal

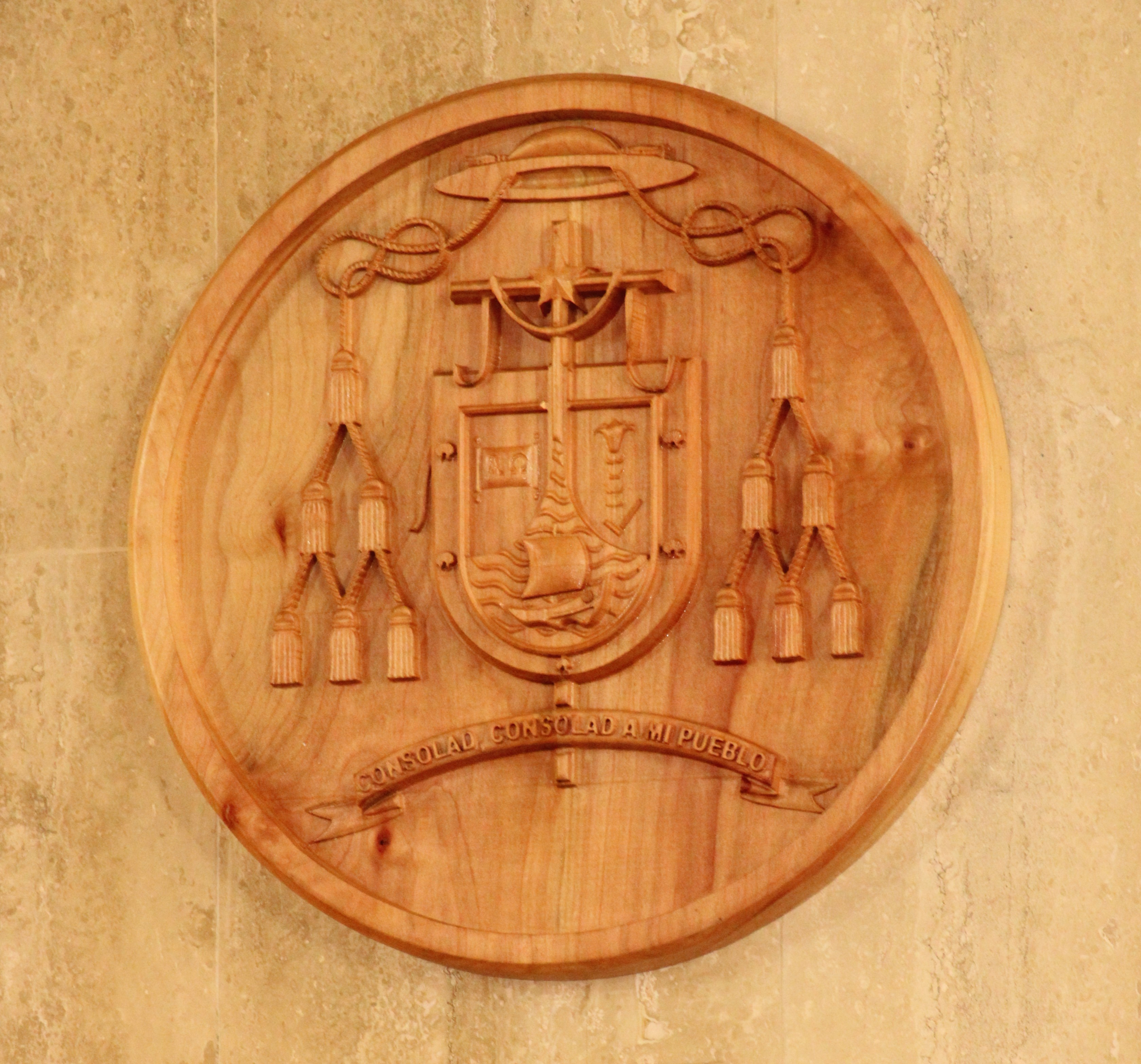
Escudo Episcopal Mons. Cristián Castro Toovey

Al centro del escudo, emerge la llamada “Cruz de Chile”, con los colores de la bandera nacional y su estrella, que representa a la Santísima Virgen María, Nuestra Señora del Carmen, Reina y Madre de Chile. Más abajo, el mar representa al mundo, donde navega la barca de la Iglesia, impulsada por fuerza del Espíritu Santo.
En la parte superior izquierda, está representada la Palabra de Dios, con las letras alfa y omega (principio y fin). Cristo es La Palabra de la cual nos alimentamos, principio y fin de nuestra vida e historia.
Al lado derecho; el nardo y la escuadra, que representan a San José, el casto esposo de la Virgen María, el carpintero de Nazaret, a cuyo patrocinio me amparo, dado también que fui consagrado obispo el año 2021, decretado por el Papa Francisco, como Año de San José.
En los bordes, cinco conchas que representan al peregrino del Apóstol Santiago; veo en ello, la comunidad diocesana que me formó en la vida cristiana y donde he ejercido el ministerio sacerdotal; la Arquidiócesis de Santiago. En la banda inferior mi lema episcopal: “Consolad, consolad a mi Pueblo”, tomado del profeta Isaías (Is 40,1).